# Tomc
Tomc je priimek, ki ga je po podatkih Statističnega urada Republike Slovenije na dan 1. januarja 2020 uporabljajo 487 oseb. Največ oseb s tem priimkom (213) živi v Osrednjeslovenski statistični regiji. Priimek nosi več znanih slovenskih oseb:
- Barbara Kobal Tomc, sociologinja socialne politike, direktorica inštituta za socialno varstvo RS
- Bojana Tomc, latinistka in hispanistka
- Egon Tomc (1913–1969), novinar, radijski reformator, dopisnik
- Franc Tomc (1873–1951), ljudski misijonar, nabožni pisec, organizator in graditelj verskih stavb
- Gregor Tomc (* 1952), sociolog, publicist, pankovski/ kulturni aktivist, univ. prof.
- Helena Gabrijelčič Tomc, prof. NTF za informacijsko-grafične tehnologije, 3-D modeliranje
- Jaka Tomc (* 1980), pisatelj, pesnik, novinar, založnik
- Kristina Tomc, klasična filologinja
- Maja Cerar (r. Tomc), slikarka
- Maša Tomc, violončelistka
- Matija Tomc (1899–1986), rimskokatoliški duhovnik in skladatelj
- Matej Tomc (1814–1885), podobar, kipar in pozlatar
- Miha Tomc, atletski trener
- Miroslav Tomc (1850–1894), slikar
- Romana Tomc (* 1965), ekonomistka in političarka
- Stanislav Tomc (1936–1997), odvetnik v Kranju
- Valentin Tomc (1886–1970), duhovnik katehet, glasbenoprosvetni organizator